# Hieracium diaphanum
Hieracium diaphanum es una especie de planta con flor del género Hieracium, de la familia Asteraceae, orden Asterales.

## Distribución
Hieracium diaphanum se distribuye por Suecia, Inglaterra, Gales y Escocia.

## Taxonomía
Fue descrita científicamente por R. E. Fr. Fue publicada en Novit. Fl. Svec.